# Prieuré et église carmélites de Mdina

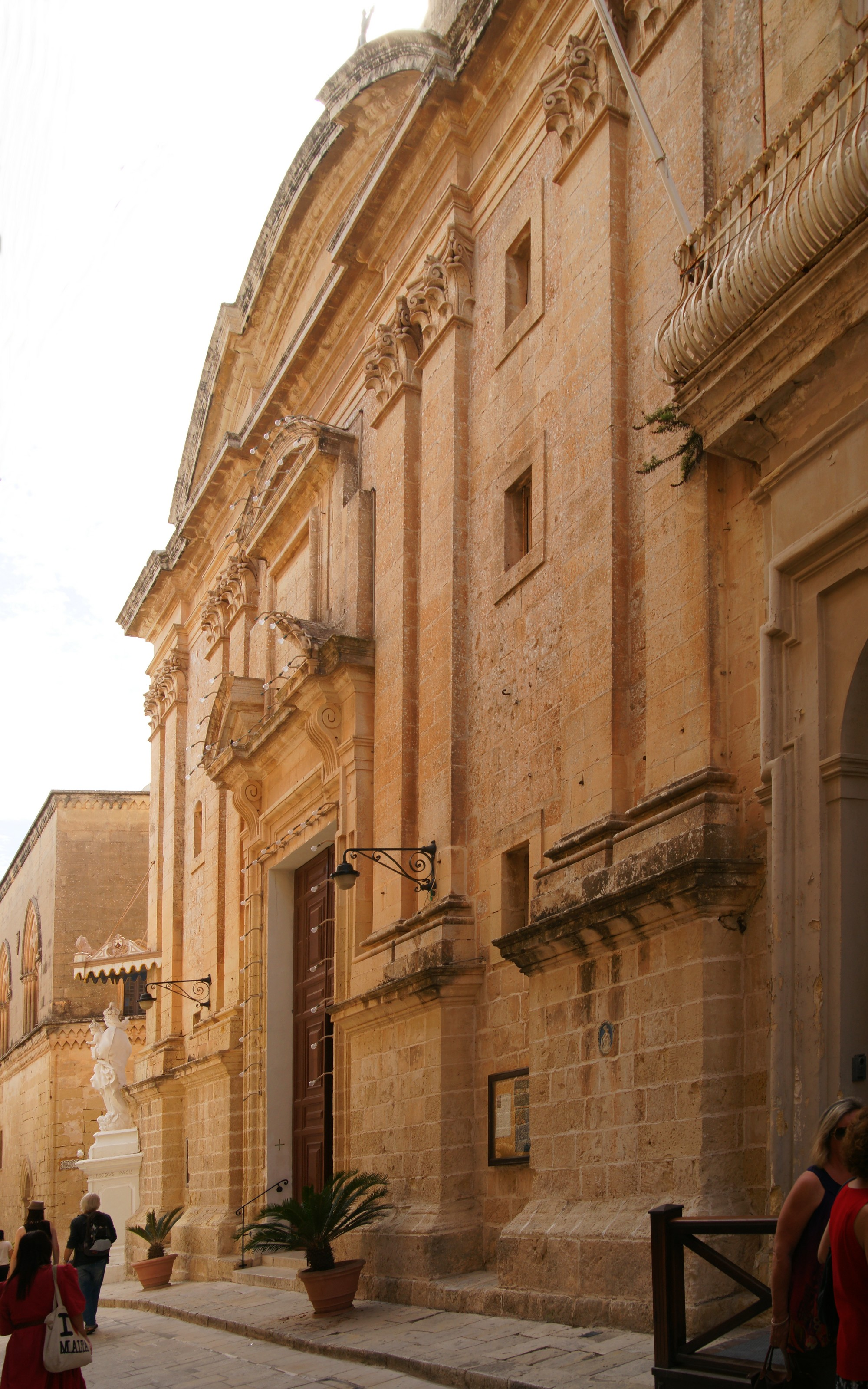
Prieuré et église carmélites de Mdina

L'église et le prieuré carmélites de Mdina, à Malte, furent édifiés entre 1660 et 1675, à la suite de l'arrivée de la première communauté carmélite à Rabat au XVe siècle. C'est dans cette église que commença l'insurrection contre les Français en 1798.

## Description
L'église est construite en ellipse et arbore un style baroque. La peinture y occupe une place importante avec une toile de Stefano Erardi (1677) surplombant l'autel ainsi que des peintures de l'artiste maltais Giuseppe Cali.